# Grupo de Weyl
En matemáticas, en la teoría de grupos y álgebras de Lie, el grupo de Weyl de un sistema de raíces es un subgrupo del grupo de isometrías del sistema de raíces. Concretamente, consiste en el grupo finito de reflexiones generado por las reflexiones con respecto a los hiperplanos ortogonales a las raíces. Reciben este nombre en honor a Hermann Weyl.

## Definición
Sea G un grupo de Lie conexo y compacto y T un toro de G. El grupo de Weyl W de G es el grupo de automorfismos de T que son restricciones de automorfismos internos de G. Nótese que esto es independiente de la elección de T si el toro es maximal dado que éstos son todos conjugados. Los automorfismos internos vienen dados por conjugación, así que W es isomorfo a N(T), el normalizador de T en G, cociente los automorfismos triviales, es decir, el centralizador C(T). Luego, W(G)=N(T)/C(T). Si G es conexo y T es un toro maximal, y por lo tanto autocentralizado, se tiene W(G)=N(T)/T.
El grupo de Weyl W permuta las raíces de G. La definición se puede dar también en términos de las álgebras de Lie de los toros maximales, las subálgebras de Cartan.

## Ejemplos
Para el grupo general lineal G=Gl(n), un toro maximal T es el subgrupo de matrices diagonales invertibles cuyo normalizador son las matrices de permutación generalizadas. En particular el grupo de Weyl de Gl(n) es isomorfo al grupo simétrico Sn.
Sea G=U(n) el grupo unitario, el grupo especial lineal Sl(n) o bien SU(n), el grupo de Weyl también es isomorfo al grupo simétrico de n elementos. Para el grupo simpléctico Sp(n) y el grupo especial ortogonal impar SO(2n+1) se tiene |W|=n!2n, mientras que |W(SO(2n))|=n!2n-1.
En términos de los diagramas de Dynkin el grupo de Weyl asociado al sistema de raíces A2 es el grupo de simetrías del triángulo equilátero, el grupo diédrico D3=S3.

## G=SU(2)
Desarrollamos aquí el ejemplo del grupo unitario especial SU(2). Nótese que topológicamente es la 3-esfera, SU(2)=S3 y como grupo es isomorfo a los cuaterniones unitarios Sp(1). Un toro maximal T es el subgrupo U(1) de matrices de la forma {\displaystyle {\begin{pmatrix}e^{i\theta }&0\\0&e^{-i\theta }\end{pmatrix}}}
En particular G/T es la fibración de Hopf de S3 proyectando sobre CP1=S2. El normalizador N(T) consiste en dos clases de matrices:
{\displaystyle {\begin{pmatrix}e^{i\theta }&0\\0&e^{-i\theta }\end{pmatrix}},\qquad {\begin{pmatrix}0&e^{-i\theta }\\e^{i\theta }&0\end{pmatrix}}={\begin{pmatrix}0&-1\\1&0\end{pmatrix}}{\begin{pmatrix}e^{i\theta }&0\\0&e^{-i\theta }\end{pmatrix}}=J\cdot {\begin{pmatrix}e^{i\theta }&0\\0&e^{-i\theta }\end{pmatrix}}}
Así pues, W(SU(2)) tiene dos elementos. Son clases representadas por las matrices identidad y J, con J enviando eis a e-is. Este ejemplo generaliza a U(n) dando lugar al grupo simétrico Sn.